# IC 1442
IC 1442 — галактика типу II2m () у сузір'ї Ящірка.
Цей об'єкт міститься в оригінальній редакції індексного каталогу.